# Allium salinum
Allium salinum là một loài thực vật có hoa trong họ Amaryllidaceae. Loài này được A.I.Baranov & Skvortsov mô tả khoa học đầu tiên năm 1965.